# Steve Ingle
Steve Ingle (sinh ngày 22 tháng 10 năm 1946) là một cựu cầu thủ bóng đá chuyên nghiệp người Anh thi đấu ở vị trí hậu vệ biên.

## Sự nghiệp
Sinh ra ở vùng Manningham của Bradford, Ingle bắt đầu học việc trong câu lạc bộ quê nhà Bradford City, trước khi thi đấu chuyên nghiệp năm 1964. Sau đó ông thi đấu cho Southend United, Wrexham, Stockport County, Southport và Darlington, trước khi sang Nam Phi thi đấu cho Arcadia Shepherds.